# Francesco Chiarello
Pour les articles homonymes, voir Chiarello.
Francesco Domenico Chiarello, né le 5 novembre 1898 à Umbriatico en Calabre, et décédé le 27 juin 2008 à Cirò Marina en Calabre, était avec Delfino Borroni, l'un des deux derniers vétérans italiens de la Première Guerre mondiale.

## Biographie
Appelé au front en 1918, Francesco Chiarello combattit à Trente puis en Albanie. Là, il fut atteint de paludisme, mais survécut. 
Il combattit également pendant la Seconde Guerre mondiale. Il vécut les dernières années de sa vie à Cirò Marina.

## Distinctions
- Chevalier de l'Ordre de Vittorio Veneto

## Source
- "Les huit derniers survivants de la guerre de 1914-1918", La Depeche, 12 mars 2008